# 肯塔基州路易斯維爾聖殿

肯塔基路易斯維爾聖殿（Louisville Kentucky Temple）是耶穌基督後期聖徒教會的第76座聖殿，位於肯塔基州路易斯維爾郊區的克雷斯特伍德。肯塔基路易斯維爾聖殿奉獻於2000年3月19日，在奉獻之前曾開放公眾參觀。

## 外部連結
- Official Louisville Kentucky Temple page （页面存档备份，存于）
- Louisville Kentucky Temple page